# Punta Jeffries
La punta Jeffries es un cabo ubicado en la costa centro-sur de la isla Cook de las islas Tule del Sur, en las islas Sandwich del Sur. Se encuentra próximo a la punta Mar Tendido. Frente a esta punta, en la mitad de la costa austral de laa isla Cook, aflora una roca.
La isla nunca fue habitada ni ocupada, y como el resto de las Sandwich del Sur es reclamada por el Reino Unido que la hace parte del territorio británico de ultramar de las Islas Georgias del Sur y Sandwich del Sur, y la República Argentina, que la hace parte del departamento Islas del Atlántico Sur dentro de la provincia de Tierra del Fuego, Antártida e Islas del Atlántico Sur.

## Toponimia
Fue cartografiada en 1930 por personal británico del RRS Discovery II durante la expedición Investigaciones Discovery en referencia a la señora M. E. Jeffries, asistente del Comité Discovery.